# S10 (cantora)
Stien den Hollander (Abbekerk, Países Baixos, 8 de novembro de 2000), conhecida profissionalmente como S10, é uma cantora, rapper e compositora holandesa, que representou os Países Baixos no Festival Eurovisão da Canção 2022.

## Discografia

### Álbuns de estúdio
- 2019 – Snowsniper
- 2020 – Vlinder

### EP's e mini-álbuns
- 2017 – Antipsychotica
- 2018 – Lithium
- 2019 – Diamonds

### Singles
- 2016 – Dark Room Filled with Flowers
- 2017 – Gucci veter
- 2018 – Storm
- 2018 – Hoop(em cooperação com Jayh)
- 2019 – Ik heb jouw back
- 2019 – Laat mij niet gaan
- 2019 – Alleen
- 2020 – Ogen wennen altijd aan het donker
- 2020 – Love = Drugs (com Ares)
- 2020 – Achter ramen' (em cooperação com Zwangere Guy)
- 2021 – Adem je in
- 2021 – Adem je in (Remix) (com Frenna & Kevin)
- 2022 – De leven (com Joep Beving)

#### Singles em cooperação
- 2021 – Onderweg (em cooperação com Bazart)
- 2021 – Schaduw (em cooperação com KA)